# Holavedsgymnasiet
Holavedsgymnasiet är en gymnasieskola i Tranås med cirka 900 elever. Skolan är känd för sitt estetiska program.
Skolan har tidigare benämnts Holavedsskolan och var före 1966 Tranås högre allmänna läroverk. 

## Nationella gymnasieprogram vid skolan
- Barn- och fritidsprogrammet
- Byggprogrammet
- Elprogrammet
- Estetiska programmet
- Fordonsprogrammet
- Handels- och administrationsprogrammet
- Hotell- och restaurangprogrammet
- Industriprogrammet
- Naturvetenskapsprogrammet
- Samhällsvetenskapsprogrammet
- Teknikprogrammet
- Vård- och omsorgsprogrammet

## Lokala gymnasieprogram vid skolan
- Individuellt program
- SMNV - Specialutformat (blandning mellan naturvetenskaps- och samhällsvetenskapsprogrammet)